# جيمس باتون فليك
جيمس باتون فليك هو محامي وسياسي أمريكي، ولد في 28 أغسطس 1845، وتوفي في 25 فبراير 1929. نشط حزبياً في الحزب الجمهوري. وقد انتخب عضو مجلس النواب الأمريكي ‏.